# باک‌لیئو
باک‌لیئو (به ویتنامی: Bạc Liêu) یک شهر و مرکز استان در ویتنام است که در استان باک‌لیئو واقع شده‌است.
این شهر در سال ۲۰۱۴ میلادی ۱۹۰٫۰۴۵ نفر جمعیت داشته است.